# Колисеум Алфонсо Перез
Колисеум Алфонсо Перез је фудбалски стадион у Хетафеу, Шпанија. На стадиону је домаћин ФК Хетафе. Добио је име по Алфонсу Перезу, бившем фудбалском репрезентативцу Шпаније.